# Sibel Kekilli
Sibel Kekilli (n. 16 iunie 1980, Heilbronn, Germania)  este o actriță germană de origine turcă.

## Date biografice
Sibel Kekilli s-a născut într-o familie săracă cu 4 copii în Heilbronn, tatăl ei a lucrat ca muncitor necalificat, iar mama a fost femeie de serviciu. Părinții ei au emigrat din Turcia în 1977. Mai târziu Sibel a descris părinții ca musulmani relativ moderni, care i-au permis să nu poarte basma. Clasa X-a a absolvit-o la școala Fritz-Ulrich din Heilbronn. Ea intentiona să termine gimnaziul și să studieze medicină, lucru neacceptat de părinți. Intenția ei de a se căsători în anul 1999, a eșuat, cauza fiind cetățenia turcă. Între anii 1997 - 2000 a urmat un curs pentru funcționarii de stat. În anul 2002 s-a mutat la Essen, unde și-a câștigat existența ca și chelneriță, vânzătoare, femeie de seviciu, sau model foto sau pornografic.
În august 2002 a fost descoperit că are talent, primind oferta de la regizorul Fatih Akın de a juca în filmul Casting, care de fapt era o prezentare a participanților pentru alegerea unor talente tinere. Ulterior ea va avea probleme din cauza scandalului provocat de presa de bulevard, care a descoperit trecutul ei pornografic.
În prezent trăiește împreună cu prietenul ei în Hamburg. Este angajată în lupta pentru drepturile femeii în țările islamice.

## Filmografie
- 2004 Cu capul înainte (Gegen die Wand)
- 2005 Kebab Connection
- 2006 Eve Dönüș
- 2006 Der letzte Zug (Ultimul tren)
- 2006 Winterreise (Călătorie de iarnă)
- 2006 Fay Grim
- 2008 Nachtschicht – Blutige Stadt (Tură de noapte - oraș sângeros)
- 2009 Pihalla
- 2010 Die Fremde (Străina)
- din 2010 Tatort (TV) (Locul faptei)
- 2010 Mordkommission Istanbul: In deiner Hand (TV) (Serviciul Omoruri din Istanbul - în inima ta)
- 2010 Gier (TV) (Lăcomie)
- din 2011 Game of Thrones (TV) (Urzeala tronurilor)
- 2011 What a Man (Ce bărbat)
- 2012 Die Männer der Emden (Bărbații de la Emden)